# FC Alania Vladikavkaz
Professionalniy Futbolniy Klub Alaniya - em russo, Профессиональный футбольный клуб Алания- é um clube de futebol de Vladikavkaz (antiga Ordzhonikidze), na região russa da Ossétia do Norte-Alânia.
Alania significa "Terra dos Alanos", povo bárbaro iraniano que deu origem, entre outros povos, aos ossetas; Vladikavkaz, nome da cidade do clube, significa em russo "Cáucaso do Leste". O uniforme possui as cores da bandeira das Ossétias: camisa listrada verticalmente em amarelo e vermelho (mesma cor das meias) e calça branca.
Conquistou o campeonato russo de 1995 (quando chamava-se Spartak-Alania, contando em seu elenco Syarhey Harlukovich e Omari Tetradze, jogadores da Seleção Russa da Copa de 94), sendo, até 2002, o único clube (além do "bicho-papão" Spartak Moscou), a ganhar a competição, da qual foi vice nas edições de 1992 e 1996.
O clube, entretanto, perdeu força após a saída do técnico Valeræ Gæzzaty, ex-jogador do clube e da seleção soviética, e foi rebaixado à segunda divisão russa em 2005.

## A exclusão da Segunda Divisão Russa
Em 2006, o Alania disputaria a Segunda Divisão após o rebaixamento no ano anterior. Contudo, o clube, ao lado do Lokomotiv Chita, tiveram suas licenças profissionais impugnadas e excluídos do futebol profissional por irregularidades judiciais. Em 22 de fevereiro, a PFL decidiu substituir Alania e Lokomotiv por Lada e Mashuk, vice-campeão na Terceira Divisão. A Federação Russa de Futebol não endossou a exclusão e em 28 de fevereiro decidiu manter Alania e Lokomotiv na segundona, dando-lhes uma nova oportunidade para cumprir as exigências. Assim, em 6 de março, a PFL decidiu aumentar o número de clubes, incluindo o Alania, o Lokomotiv, o Lada e o Mashuk.
No entanto, em 20 de março, a Federação Russa de Futebol finalmente decidiu excluir Alania e Lokomotiv da liga. Esta decisão foi anunciada pela Liga de Futebol Profissional, em 21 de março, cinco dias antes do início do torneio.
Com a punição, o Alania passou a ser renomeado "Spartak Vladikavkaz" e a 4 de abril foi admitido na Terceira Divisão-Sul.
Depois de terminar em primeiro lugar, o time foi promovido para a Segunda Divisão e voltou a se chamar Alania.

### Perda de patrocínio e falência
A empresa que patrocinava o clube suspendeu a verba, os jogadores chegaram a ficar cinco meses sem receber salários e alguns haviam deixado o clube. Segundo o diretor de futebol do clube, eles disputaram jogos com empréstimos bancários.
Em fevereiro de 2014, o Alania brigava por uma vaga no play-off de acesso da Segunda Divisão russa quando foi decretada a sua falência por problemas financeiros. Antes, o Salyut Belgorod havia desistido da competição pelo mesmo motivo. Em 2016, o clube voltou a usar o nome Spartak Vladikavkaz.

### Títulos
- Campeonato Russo de Futebol (1): 1995

## Estádio
O estádio onde o Alania manda os seus jogos era o Republican Spartak Stadium. Iaugurado em 1962, sua capacidade é de 32.464 torcedores.